# Guidonische Hand

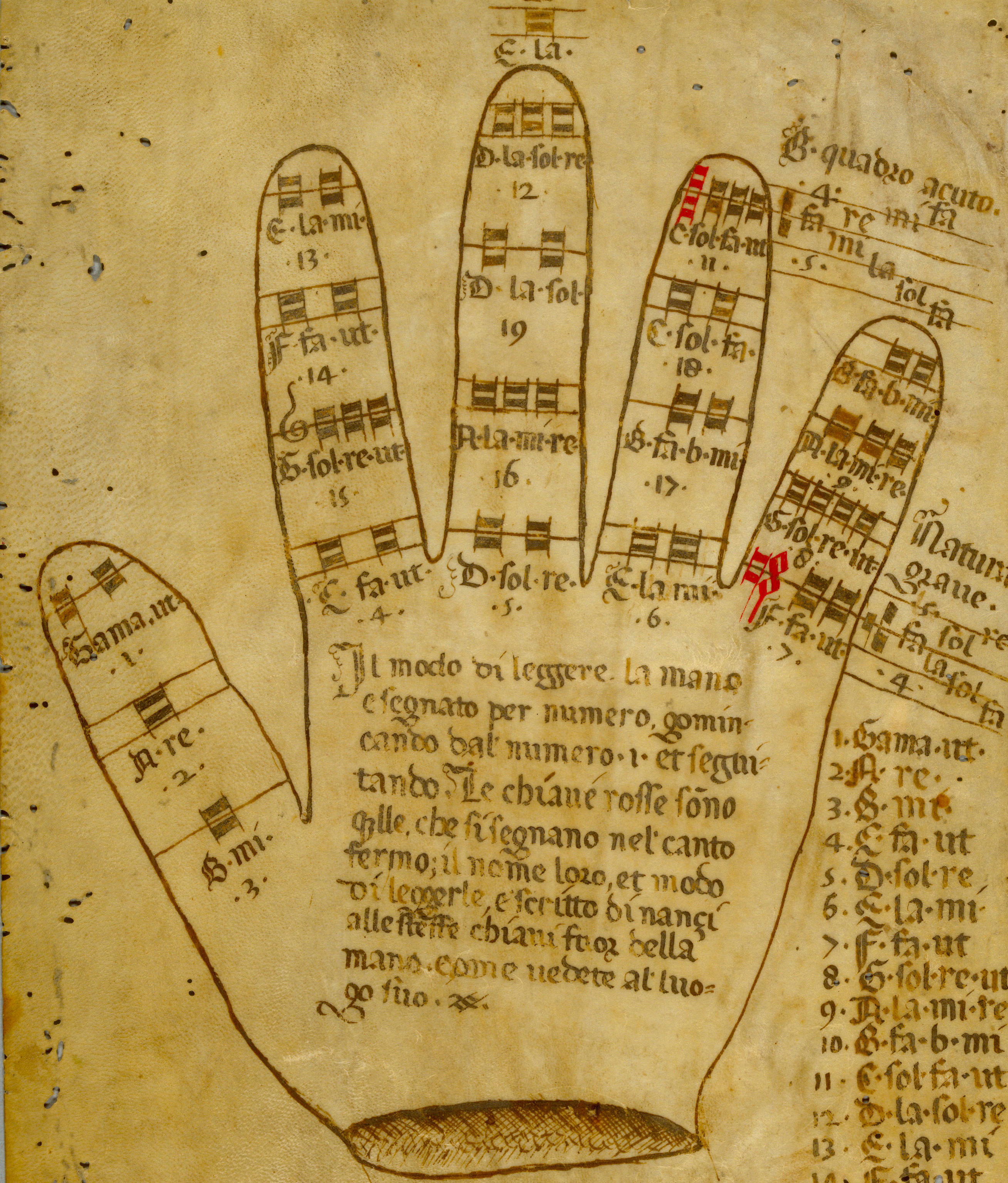
Ein Beispiel der guidonischen Hand aus einem Manuskript aus Mantua, spätes 15. Jh.

Die Guidonische Hand war vom Mittelalter bis in die Frühe Neuzeit ein Hilfsmittel zur Orientierung im Tonsystem; sie diente als Anschauungsobjekt und als Gedächtnisstütze. Jedem der vierzehn Fingerglieder zuzüglich der fünf Fingerspitzen ist dabei eine bestimmte Tonstufe des Hexachordsystems zugeordnet (vgl. Nummerierungen 1–19 zuzüglich „E la“ in der Abbildung). So ergeben sich in der Innenseite der Hand insgesamt zwanzig diatonische „Tonorte“, ein Tonvorrat, der dem Umfang der in den Vokalkompositionen zum Einsatz kommenden Stimmen im Regelfall entsprach. Ein solches Hilfsmittel mag bereits von Guido von Arezzo (etwa 992–1050) benutzt worden sein, der Anleitungen zum Erlernen von Chorälen und zum Notenlesen schrieb. Die Hand als Anschauungsobjekt taucht schon vor Guidos Zeit in einigen Schriften auf; die endgültige Form findet man jedoch erst ab dem 12. Jahrhundert, etwa bei Sigebert von Gembloux (1030–1112). Das System gilt als eine der ersten Methoden der später so genannten Gehörbildung, geht allerdings hinsichtlich der Unterrichtsinhalte weit über die Zielsetzungen dieses jüngeren Faches hinaus.

## Funktionsweise
Guido von Arezzo legte eine sechsstufige Tonleiter mit den Silben ut, re, mi, fa, sol, la fest (Hexachordsilben). Dabei handelte es sich um die Anfangssilben der jeweils um einen Ton höher beginnenden Verse der ersten Strophe des Johannes-Hymnus.
Die mittelalterliche Musiktheorie kannte drei Hexachorde (durum, naturale, molle), die, über drei Oktaven verteilt, ineinandergriffen. Der Wechsel von einem Hexachord zum nächsten wurde Mutation genannt. Entscheidend dafür war die Lage des Halbtons, der immer auf die Silben mi und fa fallen musste. Auch Schülern, die noch keine musikalische Vorbildung besaßen, konnte mit diesen Hexachorden der gregorianische Gesang leicht beigebracht werden.
Die Guidonische Hand ist stark mit der neuen Musiklehre und den neuen Musiklehrmethoden Guidos, mit Hexachorden und Solmisation verbunden. Die Idee ist, dass jeder spezifische Teil der Hand eine spezifische Note innerhalb des Hexachordsystems repräsentiert, welches sich nahezu über drei Oktaven erstreckt, von „Γ ut“ (sprich „Gamma ut“, also „Gamut“, was wiederum auf den gesamten Tonumfang hinweisen kann) bis „ee la“. In der modernen westlichen Musik entspräche das einem Umfang von G am unteren Ende bis zum hohen e".
Während des Unterrichts konnte der Lehrer oder Chorleiter durch Anzeigen der Position auf der linken Hand exakt die Tonfolge vorgeben. Das entsprach ungefähr der Methode, mit Handzeichen zu solmisieren. Es gab eine Reihe von Variationen in der Position von bestimmten Noten auf der Hand, und keine der Varianten ist als vorrangig zu betrachten; im angefügten Beispiel wurden die Noten des Gamut gedanklich auf den Gliedern und Fingerspitzen der linken Hand platziert. „Γ ut“ (zwei G unterhalb des mittleren c) entspricht der Daumenspitze der linken Hand, „A re“ ist am mittleren Daumenglied lokalisiert, „B mi“ an der Innenseite des Daumenballens, „C fa ut“ am ersten Glied (Mittelhandknochen) des Zeigefingers und so weiter gegen den Uhrzeigersinn in einer Spirallinie bis zum mittleren „c sol fa ut“, weiter über das „dd la sol“, bis man das „ee la“ erreicht, welches neun Töne über den mittleren c liegt. Dieses „ee la“ ist die einzige Note auf der Rückseite der Hand.
Zur Anzeige der verschiedenen (Kirchen-)Tonarten entstand hierdurch auch eine mit der heutigen Benennung der Töne verbundene, auf der Guidonischen Hand und daraus erstellten Tabellen beruhende, vom Mittelalter und in italienischen Musikschulen bis in die Neuzeit als „Eselsbrücke“ benutzte Nomenklatur, die (bezogen auf die mit Do beginnende diatonische Skala) mit Befami (für B - Fa - Mi) den auf der siebten Stufe beginnenden Modus, mit Cesolfaut (C - Sol - Fa - Ut) den auf der ersten Stufe beginnenden, mit Delasolre (D - La - Sol - Re) den auf der zweiten Stufe, mit Elami (E - La - Mi) den auf der dritten, mit Fefaut (F - Fa - Ut) den auf der vierten, mit Gesolreut (G - Sol - Re - Ut) den auf der fünften und mit Alamire (A - La - Mi - Re) den auf er sechsten Stufe beginnenden Modus bezeichnet.
Die guidonische Hand erlaubt es, Tonstufen zu visualisieren und dabei auch zugleich zu erkennen, wo die halben Stufen der Tonfolgen liegen. Außerdem konnte man erkennen, wo die Verbindungsstellen der Hexachorde liegen. Das System wurde im Laufe des Mittelalters in vielfältiger Form reproduziert.
Reizverknüpfung ist auch heute lernpsychologisch ein wichtiges Mittel unbewussten Lernens (Konditionierung). Das Singen, Sehen und Greifen der Töne führt im Sinne des Wortes zum Begreifen. Heutige Methoden der haptischen Erfassung sind die stumme Tastatur und flexible Konzepte wie die Tontreppe oder die Tonsäule.
|             |             | Mutation    | Mutation    | Mutation    | Mutation    | Mutation    | Mutation    | Mutation    |
|             |             | 1.          | 2.          | 3.          | 4.          | 5.          | 6.          | 7.          |
| Tonbezeich. | Tonbezeich. |             |             |             |             |             |             |             |
| Heute       | Guido       | Solmisation | Solmisation | Solmisation | Solmisation | Solmisation | Solmisation | Solmisation |
| ----------- | ----------- | ----------- | ----------- | ----------- | ----------- | ----------- | ----------- | ----------- |
| e"          | ee          |             |             |             |             |             |             | la          |
| d"          | dd          |             |             |             |             |             | la          | sol         |
| c"          | cc          |             |             |             |             |             | sol         | fa          |
| h’          | ♮           |             |             |             |             |             |             | mi          |
| b’          | ♭           |             |             |             |             |             | fa          |             |
| a'          | aa          |             |             |             |             | la          | mi          | re          |
| g'          | g           |             |             |             |             | sol         | re          | ut          |
| f'          | f           |             |             |             |             | fa          | ut          |             |
| e'          | e           |             |             |             | la          | mi          |             |             |
| d'          | d           |             |             | la          | sol         | re          |             |             |
| c'          | c           |             |             | sol         | fa          | ut          |             |             |
| h           | ♮           |             |             |             | mi          |             |             |             |
| b           | ♭           |             |             | fa          |             |             |             |             |
| a           | a           |             | la          | mi          | re          |             |             |             |
| g           | G           |             | sol         | re          | ut          |             |             |             |
| f           | F           |             | fa          | ut          |             |             |             |             |
| e           | E           | la          | mi          |             |             |             |             |             |
| d           | D           | sol         | re          |             |             |             |             |             |
| c           | C           | fa          | ut          |             |             |             |             |             |
| H           | B           | mi          |             |             |             |             |             |             |
| A           | A           | re          |             |             |             |             |             |             |
| G           | Γ           | ut          |             |             |             |             |             |             |

## Das Hexachord
Hauptbeitrag:
Hexachord
Das Hexachord ist eine Erweiterung des griechischen Tetrachords, das im 9. Jahrhundert (etwa bei Hucbald) einen Ton abwärts auf die Endtöne der vier Modi (Kirchentonarten) im gregorianischen Gesang d, e, f und g verschoben wurde. Oben und unten wurde an den Tetrachord (d, e, f, g) ein Ganztonschritt hinzugefügt (c, und a). Mit einem zweiten, nach demselben Muster aufgebauten Hexachord konnte nun durch Überlappen der beiden Hexachorde eine Oktave abgedeckt werden. In jedem Hexachord sind die beiden mittleren Töne (mi–fa) einen Halbtonschritt, alle anderen einen Ganztonschritt voneinander entfernt. So war mit dem Hexachord der größtmögliche Ausschnitt des Tonvorrats (G–e") erreicht, der mindestens eine Oktave mit zwei gleichartig strukturierten überlappenden Skalenausschnitten abbilden konnte. Die Hexachorde wurden auf G, C oder F aufgebaut, dementsprechend ergaben sich drei Arten von Hexachorden: das hexachordum durum (hartes Hexachord) G–A–H–c–d–e, das hexachordum naturale (natürliches Hexachord) c–d–e–f–g–a, und das hexachordum molle (weiches Hexachord) f–g–a–b–c'–d'. Durch insgesamt sieben Hexachorde (auf G, c, f, g, c', f' und g') wurde der Tonumfang der mittelalterlichen Musik von knapp drei Oktaven (G–e") abgedeckt und gegliedert.
Guido von Arezzo unterlegte die Töne des Hexachords mit den Solmisationssilben ut, re, mi, fa, sol, la, die er dem Johannes-Hymnus Ut queant laxis entnahm. In der Schrift Micrologus führte er sehr ausführlich aus, wie man mehrstimmig singt und komponiert. Aus den Namen hexachordum durum und hexachordum molle leiten sich die Bezeichnungen unserer heutigen Tongeschlechter Dur und Moll ab.

## Kontext
Hauptbeitrag:
Gregorianischer Gesang
Der gregorianische Gesang oder die westliche mittelalterliche Musik im Allgemeinen war durch die jüdische Musik und die östlichen Kirchentraditionen beeinflusst. Auch Musiktraditionen, die heute in der türkischen und arabischen Musik zu finden sind, fanden ihren Niederschlag. Das führte dazu, dass es schwierig war ein einheitliches theoretisches System zu entwickeln. Die Weitergabe über mündliche Überlieferung und Nutzung von Handzeichen hatte Tradition. Ausschlaggebend für die Aufzeichnung war auch eine politische Aufforderung von Karl dem Großen in seiner Admonitio generalis vom 23. März 789, Et ut scolae legentium puerorum fiant. Psalmos, notas, cantus, compotum, grammaticam per singula monasteria vel episcopia et libros catholicos bene emendate; […] et si opus est evangelium, psalterium et missale scribere, perfectae aetatis homines scribant cum omni diligentia.[…]
Karl der Große forderte in dieser Schrift dazu auf, für die Übermittlung des kulturellen Erbes eine schriftliche Grundlage zu schaffen.
„Die besten Schreiber des Zeitalters sollen mit aller Sorgfalt damit befasst werden, …“ Nachdem die Kirche als Verwaltungsorgan gebraucht wurde, sollte nach dem römischen Modell alles vereinheitlicht werden.
Dazu gehörte auch die Liturgie mit ihrem gregorianischen Gesang. Dies führte dazu, dass die bisher in notationslosen Sammlungen überlieferten Gesangstexte ab dem 9. Jahrhundert mit Zeichen versehen wurden. Diese teilweise aus der Rhetorik übertragenen, teilweise mit den Dirigierbewegungen das Cantors verbundenen Neumen („Winke“) ermöglichten es einem kundigen Sänger, eine in ihrer melodischen Gestalt bereits durch Vor- und Nachsingen erlernte Melodie mit allen Nuancen ins Gedächtnis zurückzurufen und vorzutragen. Verwendet wurde eine Vielzahl unterschiedlich gestalteter Einzeltonneumen und Gruppenneumen. Diskutiert wird auch, ob den Schreibern ein schriftlicher, inzwischen verschollener Archetypus vorgelegen habe.
Im Laufe von wenigen Jahrhunderten erfuhr diese „Akzentnotation“ einen grundsätzlichen Wandel hin zu diastematischen Notationen. Guido von Arezzo erfand ausgehend von der Dasia-Notation 1025 das Vierliniensystem im Terzabstand und zwei Notenschlüssel, den F- und den C-Schlüssel. Davon ausgehend entwickelte sich die Notenschrift zur Quadratnotation.